# Айдабел (Оклахома)
Айдабел (англ. Idabel) — місто (англ. city) в США, в окрузі Маккертен штату Оклахома. Населення — 6961 особа (2020).

## Географія
Айдабел розташований за координатами 33°54′7″ пн. ш. 94°49′48″ зх. д. / 33.90194° пн. ш. 94.83000° зх. д. (33.902061, -94.829970).  За даними Бюро перепису населення США в 2010 році місто мало площу 44,03 км², з яких 43,72 км² — суходіл та 0,31 км² — водойми.

### Клімат
| Клімат : Айдабел                                  | Клімат : Айдабел | Клімат : Айдабел | Клімат : Айдабел | Клімат : Айдабел | Клімат : Айдабел | Клімат : Айдабел | Клімат : Айдабел | Клімат : Айдабел | Клімат : Айдабел | Клімат : Айдабел | Клімат : Айдабел | Клімат : Айдабел | Клімат : Айдабел |
| Показник                                          | Січ.             | Лют.             | Бер.             | Квіт.            | Трав.            | Черв.            | Лип.             | Серп.            | Вер.             | Жовт.            | Лист.            | Груд.            | Рік              |
| Абсолютний максимум, °C                           | 30,6             | 31,7             | 34,4             | 36,1             | 37,2             | 41,7             | 43,9             | 45,6             | 42,8             | 38,3             | 31,7             | 27,8             | 45,6             |
| Середній максимум, °C                             | 11,9             | 15,0             | 19,2             | 23,3             | 27,3             | 31,4             | 33,7             | 34,2             | 30,0             | 24,4             | 18,3             | 12,9             | 23,5             |
| Середній мінімум, °C                              | −1,7             | 1,1              | 5,1              | 8,8              | 14,6             | 19,3             | 21,2             | 20,8             | 16,4             | 10,1             | 4,5              | −0,3             | 10,0             |
| Абсолютний мінімум, °C                            | −21,1            | −23,9            | −12,8            | −6,1             | −0,6             | 7,2              | 11,7             | 9,4              | 2,2              | −5               | −11,7            | −18,9            | −23,9            |
| Норма опадів, мм                                  | 80               | 103              | 124              | 105              | 162              | 108              | 98               | 68               | 105              | 142              | 130              | 122              | 1347             |
| Днів з опадами                                    | 8                | 8                | 9                | 8                | 10               | 8                | 7                | 6                | 7                | 9                | 8                | 9                | 97,0             |
| Днів зі снігом                                    | 0,3              | 0,3              | 0,1              | 0,0              | 0,0              | 0,0              | 0,0              | 0,0              | 0,0              | 0,0              | 0,1              | 0,1              | 0,9              |
| ------------------------------------------------- | ---------------- | ---------------- | ---------------- | ---------------- | ---------------- | ---------------- | ---------------- | ---------------- | ---------------- | ---------------- | ---------------- | ---------------- | ---------------- |
| Джерело: NWS Nowdata for Idabel (Shreveport Area) |                  |                  |                  |                  |                  |                  |                  |                  |                  |                  |                  |                  |                  |

## Демографія
Згідно з переписом 2010 року, у місті мешкало 7010 осіб у 2794 домогосподарствах у складі 1752 родин. Густота населення становила 159 осіб/км².  Було 3264 помешкання (74/км²).
Расовий склад населення:
| - 54,2 % — білих - 23,6 % — чорних або афроамериканців - 11,0 % — корінних американців - 0,5 % — азіатів - 5,0 % — осіб інших рас |

До двох чи більше рас належало 5,7 %. Частка іспаномовних становила 7,8 % від усіх жителів.
За віковим діапазоном населення розподілялося таким чином: 25,8 % — особи молодші 18 років, 58,8 % — особи у віці 18—64 років, 15,4 % — особи у віці 65 років та старші. Медіана віку мешканця становила 35,7 року. На 100 осіб жіночої статі у місті припадало 91,1 чоловіків;  на 100 жінок у віці від 18 років та старших — 88,0 чоловіків також старших 18 років.
Середній дохід на одне домашнє господарство  становив 38 056 доларів США (медіана — 25 019), а середній дохід на одну сім'ю — 45 327 доларів (медіана — 36 023). Медіана доходів становила 29 837 доларів для чоловіків та 27 114 долари для жінок. За межею бідності перебувало 39,4 % осіб, у тому числі 56,7 % дітей у віці до 18 років та 23,4 % осіб у віці 65 років та старших.
Цивільне працевлаштоване населення становило 2580 осіб. Основні галузі зайнятості: освіта, охорона здоров'я та соціальна допомога — 28,6 %, виробництво — 18,8 %, роздрібна торгівля — 12,2 %, мистецтво, розваги та відпочинок — 6,2 %.